# Dorothy Greenhough-Smith
Dorothy Greenhough-Smith (27 settembre 1882 – 9 maggio 1965) è stata una pattinatrice artistica su ghiaccio britannica.

## Palmarès
| Evento                | 1906 | 1908 | 1911 | 1912 |
| --------------------- | ---- | ---- | ---- | ---- |
| Giochi olimpici       |      | 3à   |      |      |
| Campionati mondiali   | 5°   |      |      | 2°   |
| Campionati britannici |      | 1°   | 1°   |      |